# لحوح
لحوح (عربی: لحوح، آوانگاری: laḥūḥ؛ ‏سومالیایی: laxoox؛ ‏ (𐒐𐒖𐒄𐒝𐒄)؛ ‏یا کانجیرو؛ ‏(𐒋𐒖𐒒𐒃𐒜𐒇𐒙)؛ ‏ عبری: לַחוּח‎؛ ‏ [lɑħɔħ]) نوعی نان اسفنجی و مسطح همانند پنکیک است که خاستگاه آن کشور سومالی است. این نان امروزه در کشورهای سومالی، جیبوتی، اتیوپی و یمن رواج دارد و مصرف آن به واسطهٔ یهودیان یمنی، در کشور اسرائیل هم رایج شده‌است.

## طرز تهیه
این نان را از خمیرابه ذرت خوشه‌ای، آرد ذرت یا بلغور، آب گرم، مخمر نان و مقداری نمک تهیه می‌کنند. مخلوط را با دست هم می‌زنند تا نرم و خمیری شود. سپس خمیر را یک شب می‌گذارند تا بماند و تخمیر شود. نان پس از پخت به‌طور معمول برای صبحانه صرف شود. یک نوع از این نان وجود دارد که طعمی شیرین دارد و با تخم‌مرغ درست می‌شود، و همچنین نوع دیگری که دارای ادویه است و معمولاً در خانواده‌های سومالیایی در صبحانه در طول عیدی به نام «کامبابور» (یا «آمبابور») خورده می‌شود. این نان به‌طور سنتی روی یک اجاق فلزی مدور به نام «تاوه» پخته می‌شود. این نان را همچنین، می‌توان در یک ماهی‌تابه معمولی نیز پخت.

## مصرف
این نان در سومالی، جیبوتی بخش‌هایی از اتیوپی و کنیا برای صبحانه و به همراه کره/گی، روغن زیتون یا روغن کنجد، شکر یا عسل، چغور پغور با پیاز یا گوشت‌سرخ‌شده صرف می‌شود. گاهی هم آن را برای ناهار و به همراه غذاهای آب‌پز، سوپ یا خورش کاری می‌خورند. این نام همیشه با چای سومالی سِـرو می‌شود.
در یمن بیشتر در خیابان و توسط دستفروشان فروخته می‌شود. یهودیان یمنی بودند که این نان را به اسرائیل آوردند.